# Racing Athlétic Club Casablanca
Il Racing Athlétic Club, meglio noto come Racing de Casablanca, è una società calcistica marocchina con sede nella città di Casablanca.
Attualmente milita in Botola 2, la seconda serie del campionato marocchino.

## Storia
Il club venne fondato nel 1917 con il nome di Racing Athlétic Club Casablanca. Il primo trofeo arriva nel 1935: i biancoverdi vincono l'ex Coppa del Marocco. Nel 1945 trionfano anche in campionato, e si ripeteranno nel 1954 e nel 1972.
Nel 1968 la squadra vince la Coupe du Trône, la coppa nazionale marocchina. L'anno dopo il nome viene cambiato in Association des Douanes Marocains, conosciuto più comunemente come ADM. Negli anni '80 del 1900 ritorneranno a chiamarsi come originalmente.
Nel 2000 si aggiudicano anche la seconda divisione marocchina. Negli ultimi anni, il club ha sempre militato in essa, eccetto la stagione 2017-2018, in prima divisione.

## Palmarès
- Botola: 3 (1945, 1954, 1972 - secondo posto nel 1962 e nel 1965)
- Coupe du Trône: 1 (1968)
- Coppa del Marocco: 1 (1935)
- Botola 2: 1 (2000)